# Lista de episódios de O Vigilante Rodoviário
Esta é uma lista dos episódios da série de televisão brasileira O Vigilante Rodoviário criada e dirigida por Ary Fernandes e produzida por Alfredo Palácios. Foi exibida pela primeira vez no início da década de 1960 na TV Tupi.

## Sinopse
A bordo de um Simca Chambord ou de uma motocicleta Harley Davidson, o Inspetor Carlos enfrenta todos os tipos de criminosos. Em seu trabalho, o Vigilante é acompanhado pelo seu fiel companheiro o pastor alemão Lobo — um cachorro muito esperto — no combate ao crime. A grande missão da dupla é manter a lei nas rodovias de São Paulo.

## Episódios
Listagem:
| # | Título                                | Duração | Ref.  |
| --- | ------------------------------------- | ------- | ----- |
| 1 | O Diamante Grão Mongol                | 18 min. |       |
| As viaturas recebem o alerta do inspetor-chefe e logo são recrutadas para uma missão: um grupo de gangsteres acaba de desembarcar no Brasil trazendo uma valiosa pedra preciosa roubada na Holanda, o "Diamante Grão Mongol". O Inspetor Carlos e os outros oficiais precisam então, sair à caça dos ladrões. (Episódio piloto) |                                       |         |       |
| 2 | A Pedreira                            | 18 min. |       |
| Uma pedreira está prestes a ser explodida, mas o detonador falha e um dos funcionários precisa verificar o problema. Ao descobrir uma criança abandonada, ele percebe que um acidente e a tempestade que se anuncia podem causar uma tragédia. O Vigilante decide, então, arriscar sua vida para salvá-los. |                                       |         |       |
| 3 | Ladrões de Automóveis                 | 22 min. |       |
| Um carro com a porta aberta é um convite para o crime. Para acabar com a onda de roubos de carros em São Paulo, a Delegacia de Furtos de Automóveis pede ajuda a Polícia Rodoviária. Durante a investigação, o Inspetor Carlos descobre uma pista sobre uma quadrilha suspeita. |                                       |         |       |
| 4 | Os Romeiros                           | 16 min. |       |
| Depois de cometer um assalto, uma quadrilha se mistura a um grupo de romeiros para ultrapassar a fiscalização da polícia e fugir. Desconfiado, o Vigilante sai sozinho no encalço do veículo que os está transportando, mas conta com a ajuda decisiva de seu cão Lobo para capturar os malfeitores. |                                       |         |       |
| 5 | Pombo-Correio                         | 19 min. |       |
| Os criminosos Gancho, Lorde e Ferramenta escapam da prisão e decidem invadir a casa de Carolina e Matias, um casal de idosos. Matias decide alertar o Inspetor Carlos usando um pombo-correio, mas um dos bandidos percebe o plano e põe em risco a única esperança dos reféns. Participação de: Mário Alimari. |                                       |         |       |
| 6 | Bola de Meia                          | 21 min. |       |
| Uma dupla de bandidos – com a ajuda de um funcionário – prepara os últimos detalhes para assaltar uma fábrica no dia seguinte, mas precisa afastar os meninos que jogam futebol num campo próximo dali. Os criminosos não contam, no entanto, com a esperteza do Vigilante e do pequeno Tuca. Participação de: Mario Lúcio de Freitas. |                                       |         |       |
| 7 | O Pagador                             | 20 min. |       |
| A mãe de Clara vende frangos na estrada. Carlos e Lobo cumprimentam as duas. Carlos dá uma boneca de presente à Clara que agradece. Gino e Ricco, perigosos bandidos da região, planejam assalto usando a menina Clara como isca. Após o assalto, saem em disparada pela estrada deixando um rastro de poeira pela estrada. Um padre que passa na estrada é sufocado pela poeira do carro. Carlos chega ao local e o padre informa do ocorrido. Carlos dá alerta geral e conseguem cercar os bandidos em uma montanha. Eles estão com Clara com refém. Lobo rasteja e inicia luta com os bandidos, no que é prontamente ajudado por Carlos. Os bandidos são dominados. Lobo pega a boneca pela boca e entrega à menina. (Episódio recuperado) |                                       |         |       |
| 8 | Terra de Ninguém                      | 25 min. |       |
| Em suas folgas, o Inspetor Carlos sempre se refugia nos tranquilos campos de Santa Clara, onde seu Firmino vive com a filha. Agora, o lugar está ameaçado por grileiros, que pretendem apropriar-se ilegalmente das terras custe o que custar. Cabe ao Vigilante impedir a ação dos criminosos. Participação de: Stênio Garcia. |                                       |         |       |
| 9 | O Mapa Histórico                      | 25 min. |       |
| Quando o antigo mapa dos tesouros dos bandeirantes é roubado, seu herdeiro, Nhô Justino, vai atrás das minas para proteger seu ouro. Enquanto procura, acaba sendo picado por uma jararaca. Cabe ao Inspetor Carlos conseguir salvar Justino e ainda recuperar o mapa histórico das mãos dos ladrões. Participação de: Cavagnolle Neto e Xerém. |                                       |         |       |
| 10 | A Eleição                             | 19 min. |       |
| O Vigilante Mauro sofre um acidente durante um treinamento e é hospitalizado com intenso trauma emocional. Enquanto ele se restabelece, é tempo de eleição para o grêmio do quartel. Dois candidatos irão se enfrentar nas urnas, e o grande embate será entre o raciocínio de um e a valentia do outro. |                                       |         |       |
| 11 | O Potrinho Zuni                       | 22 min. |       |
| Sérgio tem dívidas de jogo e seu pai, dono de um haras, decide assumi-las. Entretanto, as más companhias do rapaz resolvem roubar o valioso Zuni, um potrinho muito querido pelo pequeno Zeca. Após o roubo, os ladrões precisam esconder o cavalo em outra cidade, mas encontram o Vigilante pelo caminho. Participação de: Fúlvio Stefanini, Xandó Batista e Luiz Guilherme como o menino Zeca. |                                       |         |       |
| 12 | A História do Lobo                    | 18 min. |       |
| O pequeno Tuca tenta, sem sucesso, treinar seu cãozinho Gasolina. Para ajudá-lo, o Inspetor Carlos conta a história de Lobo, seu fiel companheiro, que encontrou ainda filhote. À medida que o cão crescia, era cada vez mais difícil escondê-lo no quartel, onde não se permitia a presença de animais. Participação de: Nelson Turini. |                                       |         |       |
| 13 | Aventuras do Tuca                     | 23 min. |       |
| Tuca está trabalhando como guia da histórica Casa do Bandeirante. Quando um revólver antigo desaparece após a visita de um estranho casal, o garoto ajuda o Inspetor Carlos a recuperar o objeto roubado e capturar os ladrões de antiguidades, que deixaram um rastro de crimes por outras cidades. Participação de: Milton Gonçalves. |                                       |         |       |
| 14 | O Rapto do Juca                       | 21 min. |       |
| O cantor Juca Chaves é vítima de um sequestro-relâmpago momentos antes de se apresentar em seu programa de televisão. Os bandidos desejam sabotar a produção do artista – líder de audiência no horário, mas o Inspetor Carlos não mede esforços para impedir que o plano seja bem-sucedido. Participação de: Juca Chaves, Etty Fraser, Marlene França, Dirceu Conte e Ary Fernandes. |                                       |         |       |
| 15 | O Homem do Realejo                    | 22 min. |       |
| O homem do realejo descobre os planos de uma gangue, que pretende interceptar o carro-forte e roubar todo o dinheiro. Ele tenta alertar o banco e a polícia, mas ninguém acredita em sua história. Quando o assalto se concretiza, o homem se torna alvo dos bandidos e sua única esperança é o Vigilante. Participação de: Amândio Silva Filho e Alcides Gerardi. |                                       |         |       |
| 16 | O Invento                             | 20 min. |       |
| Um novo motor está sendo testado para melhorar o desempenho dos carros da Polícia Rodoviária. O Vigilante Carlos e seu colega Jair precisam manter guarda do equipamento, que pode ser perigoso se cair em mãos erradas. O que ninguém imagina é que um de seus inventores esconde um grande segredo. Participação de: Geraldo Del Rey e Elísio Albuquerque. |                                       |         |       |
| 17 | Aventura em Vila Velha                | 22 min. |       |
| As Forças Armadas Brasileiras lançam um foguete experimental, mas algo dá errado: sua rota é alterada e estima-se que a ogiva levada por ele esteja em Vila Velha (ES). Como há espiões interessados na missão, todos devem correr contra o tempo para impedir que o equipamento caia em mãos erradas. Participação de: Ary Fontoura, Maurício Távora e Ivo Ferro. |                                       |         |       |
| 18 | O Sósia ou O Aventureiro              | 21 min. |       |
| A Interpol descobre que um sósia do Inspetor Carlos é membro de uma gangue de falsificadores internacionais. Para descobrir a fonte do dinheiro falso, o Vigilante não vê outra alternativa senão adentrar o mundo do crime: toma a identidade do bandido e, com cautela, se faz passar por contraventor. |                                       |         |       |
| 19 | A Repórter                            | 20 min. |       |
| Falsificadores estão enganando os trabalhadores de um parque de diversões trocando dinheiro falso. A par da fraude, a colunista social Marisa tenta descobrir quem são os falsificadores para conseguir um furo de reportagem. Enquanto isso, o Inspetor Carlos precisa protegê-la da ira dos criminosos. Participação de: Rosamaria Murtinho e Fúlvio Stefanini. |                                       |         |       |
| 20 | O Fugitivo                            | 20 min. |       |
| O perigoso bandido Massacre – que acaba de escapar da prisão – invade a casa em que a pequena Rita vive com seu avô cego. As autoridades estão em alerta para recapturar o fugitivo. Cabe ao Inspetor Carlos e seus colegas libertar os reféns e levar o criminoso de volta à cadeia. Participação de: Milton Ribeiro e Márcia Cardeal. |                                       |         |       |
| 21 | Remédios Falsificados                 | 14 min. |       |
| A cada dia, chegam ao hospital cada vez mais casos de intoxicação por uso de remédios falsificados, levando os médicos a comunicar o problema à polícia. Enquanto isso, o pequeno Tuca e seu amigo se envolvem numa grande enrascada ao entrar num furgão da gangue dos falsificadores. Participação de: Ary Toledo. |                                       |         |       |
| 22 | Aventura em Ouro Preto                | 23 min. |       |
| Uma ladra de arte e seu comparsa roubam uma tela de Portinari e pretendem, em sua próxima empreitada, furtar uma valiosa escultura de Aleijadinho em Ouro Preto (MG). Quando os criminosos cruzam o caminho do Inspetor Carlos, o Vigilante ajuda a polícia mineira a capturar o casal. Participação de: Lola Brah. |                                       |         |       |
| 23 | O Recruta                             | 19 min. |       |
| Um novo grupo de recrutas chega ao quartel – dentre eles, Luiz, o mimado filho do comandante. A rebeldia do recruta, sua resistência às novas regras e as constantes fugas noturnas dão muita dor de cabeça ao Inspetor Carlos, designado pelo pai do rapaz para discipliná-lo. Participação de: Fausto Rocha e Renato Master. |                                       |         |       |
| 24 | Pânico no Ringue                      | 20 min. |       |
| Um talentoso boxeador vai precisar combater a armação nas lutas em sua próxima disputa. Os bandidos, entretanto, sequestram seu irmão para forçar o pugilista a perder e beneficiá-los em uma rede de apostas. O Vigilante precisa libertar o menino do cativeiro e chegar a tempo de impedir a fraude. |                                       |         |       |
| 25 | O Ventríloquo                         | 21 min. |       |
| A polícia procura, em vão, os autores de uma série de assaltos, enquanto os bandidos planejam um novo roubo. A vítima será o "Rei do Trigo", durante a comemoração de um aniversário em sua casa. Para isso, os ladrões decidem envolver no crime um talentoso ventríloquo que está de passagem pela cidade. Participação de: Turíbio Ruiz. |                                       |         |       |
| 26 | A Chantagem                           | 21 min. |       |
| Um grupo de criminosos chantageia ex-presidiários em liberdade condicional, ameaçando envolvê-los em falcatruas e mandá-los de volta à cadeia. Os bandidos exigem dinheiro do pai do pequeno Eduardo, mas não imaginam que encontrarão o Vigilante Rodoviário para atrapalhar seus planos. Participação de: Stênio Garcia e Alcides Gerardi. |                                       |         |       |
| 27 | A Fórmula do Gás                      | 17 min. |       |
| O professor Rogério, em companhia de sua esposa e seu assistente, conclui a fórmula de um gás revolucionário. O auxiliar, no entanto, tem outros planos: matar os dois e se apresentar como responsável pela descoberta. O Inspetor Carlos precisa, então, correr contra o tempo para impedir uma tragédia. Participação de: Edgard Franco, Maria Cecília Camargo, Sérgio Hingst. |                                       |         |       |
| 28 | O Mágico                              | 17 min. |       |
| Um mágico – que já foi membro de uma quadrilha – decide se regenerar após cumprir pena na cadeia. No entanto, seus antigos comparsas o ameaçam para que ele volte a praticar crimes. O rapaz decide, então, pedir ajuda à Polícia Rodoviária, que designa o Vigilante para uma missão. Participação de: Arnaldo Weiss. |                                       |         |       |
| 29 | O Café Marcado                        | 19 min. |       |
| O Café Marcado é o café em grão que não pode ser exportado. Apesar desta prática ser proibida, pessoas inescrupulosas estão contrabandeando esse café para o exterior. A Polícia Rodoviária monta um plano e os inspetores fiscalizarão as mercadorias que passam nas estradas. Participação de: Marthus Mathias, Edgard Franco, Henricão. |                                       |         |       |
| 30 | Os Cinco Valentes                     | 18 min. | [ 4 ] |
| Tuca e os amigos estão reunidos no clubinho dos Cinco Valentes. O Inspetor Carlos é avisado sobre o roubo de uma joia valiosa da casa de um milionário. Os ladrões escondem a pasta com a joia roubada na nova sede do clube. Os garotos descobrem a joia e avisam o Vigilante, que justamente com Lobo, dominam os bandidos e recuperam a joia. (Episódio recuperado) Participação de: Ary Fernandes, Ary Toledo, Edmundo Lopes, Fúlvio Stefanini, Gilberto Salvio, Renato Master e Rosamaria Murtinho. |                                       |         |       |
| 31 | O Assalto                             | 21 min. |       |
| Um menino quer ver Pelé após uma partida de futebol e acaba refém de homens que roubam o estádio. É organizada uma grande operação envolvendo a Polícia Rodoviária para capturar o bando, mas será preciso correr contra o tempo, pois o grupo pratica ainda mais crimes na fuga. Participação de: Mário Lúcio de Freitas. |                                       |         |       |
| 32 | O Garimpo                             | 25 min. |       |
| O Vigilante Carlos faz uma patrulha pela região do garimpo e encontra um homem ferido. Depois de socorrido, este conta sua história e fala sobre seu trabalho de garimpeiro e dos dias que saiu de São Paulo a procura de diamantes. Agora, dois forasteiros chegaram em seu rancho cobiçando as pedras. Participação de: Edgard Franco, Gilberto Marques, Nestor Lima. |                                       |         |       |
| 33 | O Suspeito                            | 22 min. |       |
| O Vigilante Bernardo é acusado de ter assaltado uma joalheria. Sua arma – com a inscrição da corporação – é encontrada no lugar do roubo, mas ele jura não ter nada a ver com o caso. O Inspetor Carlos irá atrás de pistas para descobrir o verdadeiro suspeito por trás desta emboscada. Participação de: Valentino Guzzo, Laércio Laurelli, Mário Lúcio de Freitas (Fominha), Edgard Franco e Gilberto Vagner. |                                       |         |       |
| 34 | O Mordomo                             | 21 min. |       |
| Ao ser perseguido, um homem encontra dois vigilantes em seu caminho, mas logo desaparece sem deixar pistas. O Inspetor Carlos decide esclarecer o caso e se oferece como isca aos criminosos. Só não imagina que nada é o que parece: até solucionar o mistério, ele acaba se expondo a grandes riscos. Participação de: Luciano Grégori. |                                       |         |       |
| 35 | O Mistério do Embú ou Tesouro do Embú | 23 min. |       |
| O sobrinho-neto de Nhá Tuca arquiteta, com a noiva e mais dois comparsas, um plano para roubar sua riqueza. O casal muda de ideia, mas o restante da quadrilha decide levar o assalto adiante custe o que custar. Apenas o Inspetor Carlos pode impedir que os bandidos tenham sucesso no crime. Participação de: Guy Loup. |                                       |         |       |
| 36 | Jogo Decisivo ou Jogo de Campeonato   | 19 min. |       |
| O goleiro Jujuca, dedicado à preparação para uma partida importante, é agredido por integrantes de uma quadrilha de apostas, que fazem tudo parecer causado pela irresponsabilidade do rapaz. No entanto, o Vigilante Carlos desconfia da história e cria um plano engenhoso para capturar os criminosos. |                                       |         |       |
| 37 | Extorsão                              | 19 min. |       |
| Um grupo de amigos faz um passeio pela praia quando são abordados por dois assaltantes. Um acidente faz com que um dos jovens caia na chantagem dos bandidos, que pedem uma grande quantia em dinheiro. O Inspetor Carlos entrará em cena para salvar o rapaz e prender os chantagistas. Participação de: Toni Campello, Luciano Grégori, Lucy Meirelles. |                                       |         |       |
| 38 | A Orquídea Glacial                    | ? min.  | [ 5 ] |
| [No] Instituto de Botânica de São Paulo, dr. Gastão (...) vai se aposentar. Este transmite o cargo, muito a contragosto, ao dr. Ricardo. Na verdade, dr. Ricardo e a secretária, cúmplices, querem se apoderar da fórmula da orquídea glacial, desenvolvida pelo dr. Gastão, pois uma empresa multinacional está oferecendo um grande prêmio em dinheiro (...) para quem consiga criar uma orquídea perfeita. (...) O que dr. Ricardo não esperava é que dr. Gastão levaria consigo a fórmula, fazendo com que este, acompanhado de seus capangas, (...) seqüestre dr. Gastão e sua esposa, (...). Uma jornalista, interessada em fazer uma entrevista com dr. Gastão, resolve procurá-lo no Instituto de Botânica, mas é informada pelo inspetor Carlos, que por ali passava, que este havia se aposentado. A jornalista pede ao inspetor que a leve à casa do cientista, em Parnaíba. Lá chegando, não encontram ninguém, mas a casa está aberta, causando estranheza aos dois. Um garoto, que estava pescando na beira do rio, ouve uma conversa do casal de bandidos e relata ao inspetor Carlos, que informa à central que detenha o carro. Na estrada, o casal é detido, mas, sem provas nada é possível fazer e o inspetor Carlos recebe ordens expressas para abandonar o caso. Mas a jornalista, persistente, acaba encontrando dr. Gastão e a esposa. Lobo é incumbido de avisar o inspetor Carlos, que logo se dirige ao local. Após violenta luta, os bandidos são presos e dr. Gastão recebe o cobiçado prêmio, mas ao procurar o cheque no bolso para mostrar ao inspetor, não o encontra. Logo percebem que está na boca de Lobo e todos começam a rir. (Episódio perdido) |                                       |         |       |